# Anne-Marie de Liechtenstein
Anne-Marie-Antonie de Liechtenstein (11 septembre 1699 à Vienne – 20 janvier 1753 à Vienne), est une princesse de Liechtenstein; mariée le 19 avril 1718 à son cousin le prince Joseph Wenzel Ier, Prince de Liechtenstein.

## Mariage et descendance
Anne Marie épouse d'abord le comte Johann Ernst de Thun-Hohenstein (1694-1717), en 1716, sans descendance.
Elle épouse ensuite son cousin, Joseph Wenzel Ier de Liechtenstein (1696-1772), en 1718. Ils ont cinq enfants, tous sont morts dans la petite enfance:
- Philippe Antoine (1719).
- Philippe Antoine (1720).
- Philippe Ernest (1722-1723).
- Marie Élisabeth (1724).
- Marie-Alexandra (1727).